# Dýstos (Eubée)
Dýstos, en grec moderne : Δύστος, ou dème des Dystiens, est un ancien dème et un village, sur l'île d'Eubée, en Grèce. Il est situé à une altitude de 110 m. Le dème est supprimé, en 2010, lorsqu'il est fusionné avec le nouveau dème de Kými-Alivéri.
Selon le recensement de 2011, la population de Dýstos compte 586 habitants tandis que l'ensemble du dème compte 699 habitants.